# Assessor

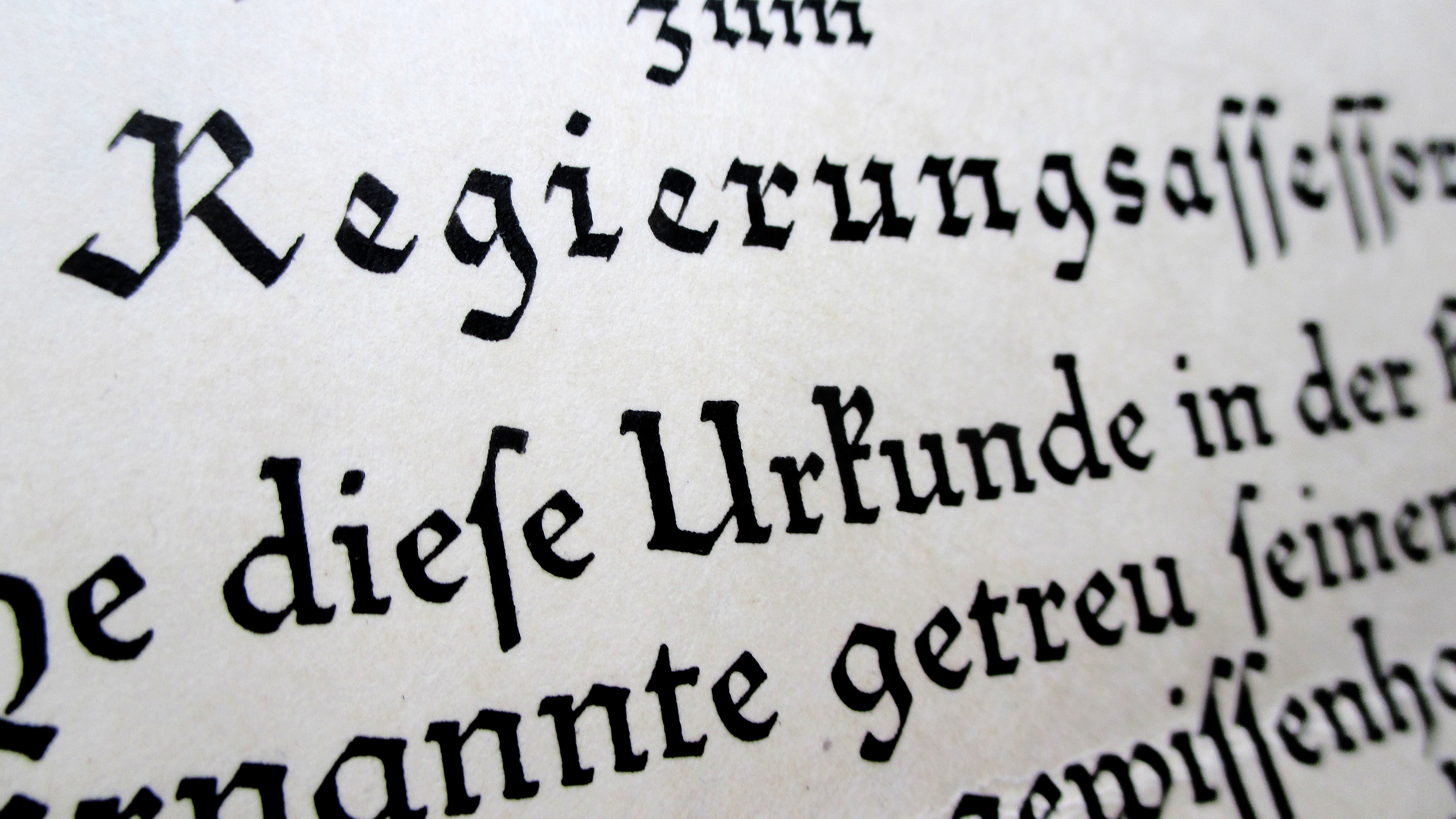
Ernennungsurkunde eines Volljuristen zum Regierungsassessor – (Ausschnitt), 1939 – Der Reichsarbeitsminister

Assessor und Assessorin (von lateinisch assessor bzw. adsessor „Beisitzer, Gehilfe (im Amt)“; Abkürzungen: Ass., Assess.) sind in Deutschland Berufs- und Dienstbezeichnungen, etwa als Regierungsassessor, Studienassessor, Rechtsassessor (Assessor iuris), Bergassessor, Brandassessor oder Bauassessor.
Die Bezeichnung darf von Akademikern geführt werden, die nach einem Hochschulstudium und der ersten Staatsprüfung (Staatsexamen) sowie der Absolvierung des staatlichen Vorbereitungsdienstes (Referendariat) die zweite Staatsprüfung (bei Juristen auch Assessorexamen genannt, veraltet: Akzeß, Akzess, in Bayern vor dem Ersten Weltkrieg auch als Staatskonkurs bezeichnet) abgelegt haben oder die in Laufbahnen, die kein erstes Staatsexamen erfordern, die Große Staatsprüfung für den höheren Dienst abgelegt haben. Sie haben damit die Laufbahnbefähigung für den höheren Dienst (höchste Laufbahngruppe der Beamten im öffentlichen Dienst) erworben, Juristen zudem die Befähigung zum Richteramt.

## Bezeichnung
Als Amtsbezeichnung wird der Titel Assessor von Beamten des höheren Dienstes vor Verleihung des ersten Amtes, also in der Probezeit (früher Assessorat genannt), geführt (siehe auch Regierungsrat). In den meisten Bundesländern Deutschlands (in Baden-Württemberg nur in den Laufbahnen besonderer Fachrichtung) führen heute jedoch Beamte auf Probe die Bezeichnung des Eingangsamtes.
Die Berufsbezeichnung Assessor führen auch Personen, die die entsprechenden Laufbahnprüfungen bestanden haben, aber nicht den Beamtenstatus besitzen, sofern die jeweilige Prüfungsordnung dies gestattet, dann aber mit dem Zusatz der Laufbahn (zum Beispiel Assessor des Lehramts).
Nach dem Niedersächsischen Beamtengesetz (NBG), das am 1. April 2009 in Kraft getreten ist, erfolgt die Ernennung zum Assessor in Niedersachsen – mit Ausnahme bei Juristen – künftig entweder über den mit einer bestandenen Prüfung (Zweites Staatsexamen) abgeschlossenen Vorbereitungsdienst (Referendariat) oder mit dem Nachweis mindestens dreijähriger Berufserfahrung, die innerhalb oder außerhalb des öffentlichen Dienstes erworben worden sein kann (§ 14 NBG, Zugang zu den Laufbahnen). Die Altersgrenze für die Ernennung zum Assessor liegt in Niedersachsen bei 45 Jahren. Fachliche Voraussetzung für die Ernennung ist der Masterabschluss „oder ein vergleichbarer Hochschulabschluss“ (Magister, Diplom). Für Lehrer besteht seit 1. Juli 2010 die NLVO Bildung.
In einigen evangelischen Kirchen, so in der Evangelischen Kirche im Rheinland, sind Assessoren die Stellvertreter der Superintendenten.

## Arten

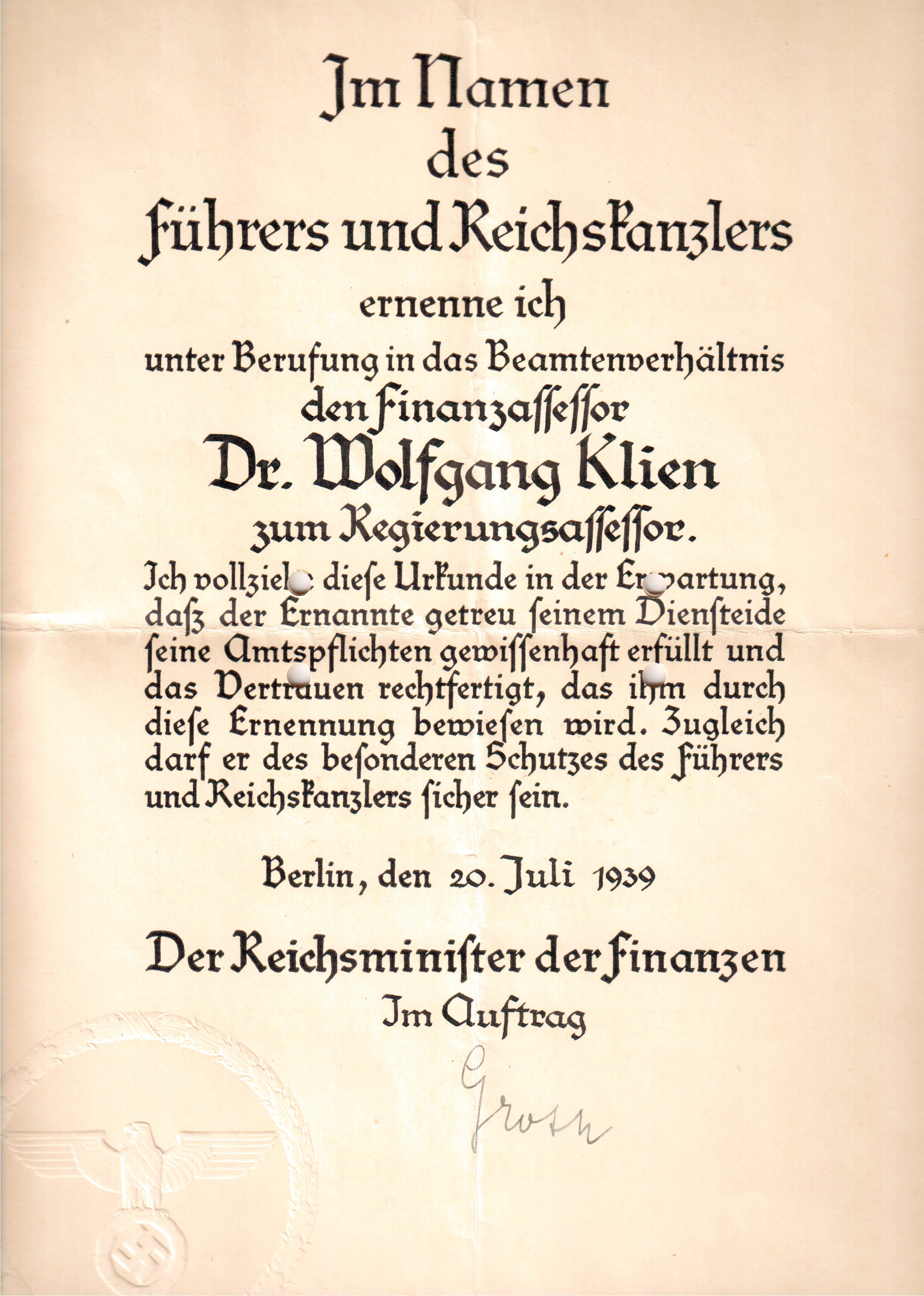
Ernennungsurkunde des Regierungsassessors Wolfgang Klien in der NS-Zeit

Die Bezeichnung Assessor wird um einen Bestandteil ergänzt, aus dem die Fachrichtung oder Art der Laufbahn hervorgeht, wobei es im Einzelnen Unterschiede je nach Land geben kann. Die größten Berufsgruppen mit Assessorentiteln sind Juristen und Gymnasiallehrer:
- Zum Führen der Berufsbezeichnung Assessor des Rechts (Ass. iur.) bzw. Rechtsassessor ist, etwa nach § 10 des Niedersächsischen Juristenausbildungsgesetzes (NJAG), nach § 61 des Juristenausbildungsgesetzes Nordrhein-Westfalen (JAG NW) oder § 47 Abs. 1 des Gesetzes zur Neuordnung der bremischen Juristenausbildung (BremJAPG) befugt, wer die zweite Staatsprüfung bestanden und damit die Befähigung zum Richteramt erlangt hat. Er wird auch als „Volljurist“ bezeichnet. In der Vergangenheit war auch die Bezeichnung Assessor der Rechte üblich, wobei der Plural darauf verweist, dass neben dem weltlichen zusätzlich das kanonische (also das Kirchen-)Recht Ausbildungs- und Prüfungsstoff war. Der Assessorentitel wird häufig von Justitiaren und Mitarbeitern in wissenschaftlichen Einrichtungen verwendet. Beamte auf Probe mit der Amtsbezeichnung Regierungsassessor (RegAss., RAss.; siehe Regierungsrat) sind im höheren allgemeinen Verwaltungsdienst des Bundes oder der Länder, Verwaltungsassessoren (Assessor des Verwaltungsdienstes; VerwAss.; siehe Verwaltungsrat) bei öffentlichen Einrichtungen, die nicht unmittelbar zur staatlichen Verwaltung gehören, zum Beispiel bei Körperschaften des öffentlichen Rechts wie den Gemeinden, tätig oder haben je nach Land ein spezielles Verwaltungsreferendariat (bspw. für Wirtschafts- und der Verwaltungswissenschaftler) absolviert. Die frühere Dienstbezeichnung Gerichtsassessor (GerAss.) ist durch Richter rsp. Staatsanwalt (im Dienstverhältnis auf Probe) ersetzt worden.
- Assessor des Lehramts (Ass. d. L., A. d. L.) oder Lehramtsassessor (LAss.) ist die Berufsbezeichnung von Lehrern, die nach (meist) zweijährigem Lehramtsreferendariat und bestandenem Zweitem Staatsexamen die Befähigung zum höheren Schuldienst an Gymnasien oder beruflichen Schulen erworben haben. Der Titel wird von Lehrern im Angestelltenverhältnis und außerhalb des Schulwesens tätigen Lehrern verwendet. Die Dienstbezeichnung Studienassessor (StudAss., StudAssess., StAss., Baden-Württ.: StA) tragen Lehrer, wenn sie als Beamte auf Probe in den öffentlichen Schuldienst übernommen wurden. In manchen Ländern (nicht in Baden-Württemberg) wurden diese Lehrkräfte auch Studienrat z. A. (zur Anstellung) genannt. Dieses Beamtenverhältnis ist jedoch abgeschafft worden. Nach drei bis fünf Jahren werden sie Beamte auf Lebenszeit mit der Amtsbezeichnung Studienrat. Für Einstellungen ab 2009 gilt die Regelung für den höheren Schuldienst nicht mehr, dort werden Lehrer bei Einstellung Studienräte.

Weitere Beispiele:
- Assessor des Archivdienstes bzw. vor 1972 Assessor des Archivwesens (Abschluss der Archivarischen Staatsprüfung der Archivschule Marburg) (Archivassessor, AAss)
- Assessor des Landwirtschaftsdienstes (Landwirtschaftsassessor; LandwAss.)
- Assessor im feuerwehrtechnischen Dienst (Brandassessor; BrandAss.)
- Assessor des Forstdienstes (Forstassessor; FrstAss., ForstAss., Forstass., Forstassess.)
- Assessor des Baufachs (Bauassessor – BAss., BauAss., Bauass., Bauassess.; s. a.: Bauwesen und Technisches Referendariat!), auch: Assessor des Städtebaus (Städtebauassessor) und Assessor der Landespflege (Landespflegeassessor): in Baden-Württemberg und Bayern stattdessen: Regierungsbaumeister
- Assessor des Vermessungs- und Liegenschaftswesens (Vermessungsassessor; VermAss.)
- Assessor des Bergfachs (Bergassessor; BergAss., Bergass., Bergassess.)
- Patentassessor: Personen, die die Prüfung zum Patentanwalt bestanden haben, aber keine selbständige Tätigkeit ausüben, sondern bspw. in der Patentabteilung eines Unternehmens oder beim Patentamt als Prüfer oder Patentrichter tätig sind.
- Assessor des Verwaltungsdienstes (Verwaltungsassessor; VerwAss.)
- Assessor des Bibliotheksdienstes
- Notarassessor (NotAss.)
- In verschiedenen evangelischen Kirchen in Deutschland ist der (Synodal-)Assessor der Stellvertreter des Superintendenten.

Besonderheit: Die Berufsbezeichnung Württembergischer Notarassessor ist den ehemaligen Württembergischen Bezirksnotaren vorbehalten; es handelte sich dabei aber nicht um eine Laufbahn des höheren, sondern des gehobenen Dienstes. Die entsprechenden Amtsbezeichnungen waren Notarvertreter und Bezirksnotar.

## Titelschutz
Nach § 132a StGB (Missbrauch von Titeln, Berufsbezeichnungen und Abzeichen) kann wegen widerrechtlichen Führens von Titeln eine Freiheitsstrafe von bis zu einem Jahr oder eine Geldstrafe verhängt werden. Ob der Assessorentitel auch unter diesen Paragraph fällt, ist strittig, weil es sich weder um einen Hochschulabschluss handelt noch um eine geschützte Amtsbezeichnung.

## Geschichte
Der Titel Assessor wurde ursprünglich nur von Juristen verwendet. Er entstammt dem spätrömischen Recht und wurde von den Beratern des Kaisers bei dessen Rechtsprechung getragen. Seit dem Mittelalter und der Frühen Neuzeit hießen so Personen, die am Reichskammergericht und Reichshofrat, bei den Instanzengerichten der Territorien und an den juristischen Fakultäten der Universitäten Recht sprachen.
In der frühen Neuzeit waren die Assessoren Beisitzer, die in ein Kollegium eines Gerichts oder einer Behörde aufgenommen wurden. Hier wurde zwischen einfachen Assessoren und dem „Assessor cum voto“ unterschieden, letzterer mit Stimmberechtigung im Gremium. Die Funktion, die heute mit „Assessor“ beschrieben wird, wurde damals als Akzessist bezeichnet.
Hofgerichtsassessoren etwa wurden die Beisitzer an den Hofgerichten genannt, die schon im Mittelalter unter dem Vorsitz des Königs oder eines Fürsten bzw. eines Vertreters gebildet wurden; sie bestanden bis 1806.
Der Kammergerichtsassessor war Beisitzer des obersten Richters (Kammerrichters) am Reichskammergericht, das 1495 eingerichtet wurde und ebenfalls bis 1806 bestand. Als im 16. Jahrhundert mit dem Ziel der Geschäftsverteilung das Senatsprinzip eingeführt wurde, war er Senatsmitglied. Seit dem 16. Jahrhundert mussten die Bewerber um das Assessorenamt Proberelationen (vgl.: Relationstechnik) verfassen, um ihre Befähigung für diese Aufgabe nachzuweisen. Die Assessoren an den verschiedenen Gerichten übten oft nur eine zeitlich begrenzte Tätigkeit aus.
Im 18. Jahrhundert wurde zuerst in Preußen und nach dessen Vorbild auch in den meisten anderen deutschen Territorien die Staatsprüfung als Voraussetzung für die Aufnahme in den Justizdienst eingeführt (preußisches Referendariatsmodell). Die Proberelationen als Nachweise für die fachliche Qualifikation der Referendare wurden beibehalten.
Im 19. Jahrhundert (erstmals in Preußen mit dem Gesetz vom 6. Mai 1869) wurden Juristen, die das vierjährige Referendariat bei Gerichten, Staatsanwaltschaften, Rechtsanwälten und Notaren absolviert und die zweite, große Staatsprüfung bestanden hatten, zum Gerichtsassessor  ernannt, bevor sie in der Regel nach einem Jahr in das Amt des Richters oder Staatsanwalts berufen wurden. Mit dem Gesetz vom 11. März 1879 wurde in Preußen zudem der Titel Regierungsassessor eingeführt, der nach vierjährigem Referendariat bei Gerichts- und Verwaltungsbehörden verliehen wurde. Die Referendarszeit mit dem Status des Beamten auf Widerruf wurde später auf zwei Jahre verkürzt, die Assessorenzeit im Probebeamtenverhältnis ausgedehnt.
In Preußen rangierten Regierungs- und Gerichtsassessoren mit den Räten V. Klasse. Damit waren sie gleichauf mit bspw. den Stadt- oder Kreisrichtern und den Polizeiräten aber auch mit den Hauptleuten von der Armee. Die Ernennung zum Regierungs- oder Gerichtsrat (Rat IV. Klasse), und damit die endgültige Anstellung, erfolgte erst mit Vakanz frei werdender Stellen. Entsprechend galt hier eine unbestimmte Wartezeit. Diese währte bei Regierungsassessoren rund sieben Jahre, bei den Gerichtsassessoren aber ganze 15 Jahre. Die hier schlechter gestellten Gerichtsassessoren erhielten den Ratstitel mitunter zunächst ehrenhalber, als sogenannte Charakter-Beförderung. Dem Assessor war damit das Führen des Gerichtsratstitels erlaubt, Besoldung und Pensionsanspruch blieben jedoch unverändert.
Das später eingeführte zweijährige Anwaltsassessorat bei einem Rechtsanwalt, das für die Zulassung zum Rechtsanwaltsberuf erforderlich war, endete mit dem Inkrafttreten der Bundesrechtsanwaltsordnung (BRAO) vom 18. Mai 1959.
Im 20. Jahrhundert setzte sich die Bezeichnung Assessor mit der Ausbreitung und zunehmenden Differenzierung des Beamtentums auch für andere Arten höherer Beamten durch. Beispielsweise wurden in der Weimarer Republik auch für die höheren Lehrämter die bei den Juristen üblichen Bezeichnungen eingeführt, darunter Studienassessor (bei Verbeamtung) und Lehramtsassessor (bei privatrechtlicher Anstellung); das Eingangsamt bei den Lehrern an Gymnasien hieß im Kaiserreich noch „Gymnasialassistent“.

## Andere Verwendungsweisen
Assessor nennen sich auch Personen, die im Rahmen eines Assessment-Centers als Beobachtende tätig sind (zum Beispiel EFQM-Assessor).
Accessist (seltener Eleve) werden im 19. Jahrhundert junge Musiker in ihrem ersten Anstellungsverhältnis in einer Musik-Kapelle genannt.
In Italien werden die Mitglieder der Regierungen von Regionen und Provinzen als Assessoren bezeichnet, ebenso die Mitglieder der Gemeinderegierungen. In Südtirol sind alternativ dazu abweichende Bezeichnungen üblich: So werden Mitglieder der Südtiroler Landesregierung analog zu den österreichischen Landesräte genannt, Mitglieder von Gemeinderegierungen entweder Stadträte (in Stadtgemeinden) oder Gemeindereferenten (in Landgemeinden).
In Dänemark werden beigeordnete Richter als Assessor bezeichnet. Früher war dies die Bezeichnung für einen Richter am obersten Gericht.
In den Vereinigten Staaten werden Assistenten eines Rechtsanwaltes als Assessoren bezeichnet. Ferner ist ein Assessor ein gewählter oder ernannter Beamter auf Bezirksebene, der den Wert von Grundstücken, in der Regel zu Steuerzwecken, feststellt. Privat tätige Schätzer werden entweder als appraiser oder in der Versicherungswirtschaft als adjuster bezeichnet.
In Österreich wurden Militärbeamte im Leutnantsrang, wie Medikamenten- respektive Apotheker-, Kassen-, Verpflegungs- und Rechnungsakzessist, als Akzessist benannt.